# Gymnasium Dresden-Cotta
Das Gymnasium Dresden-Cotta (GDC) ist ein allgemeinbildendes Gymnasium in der sächsischen Landeshauptstadt Dresden. 2024 hat es 933 Schülerinnen und Schüler.

## Geschichte
Am 8. Oktober 1869 wurde die erste Cottaer Schule mit 138 Schülern, einem Lehrer und einem Klassenzimmer eingeweiht. Aufgrund der stetig steigenden Schülerzahlen baute die Gemeinde die Schule mehrmals aus und erweiterte sie um ein weiteres Schulgebäude.

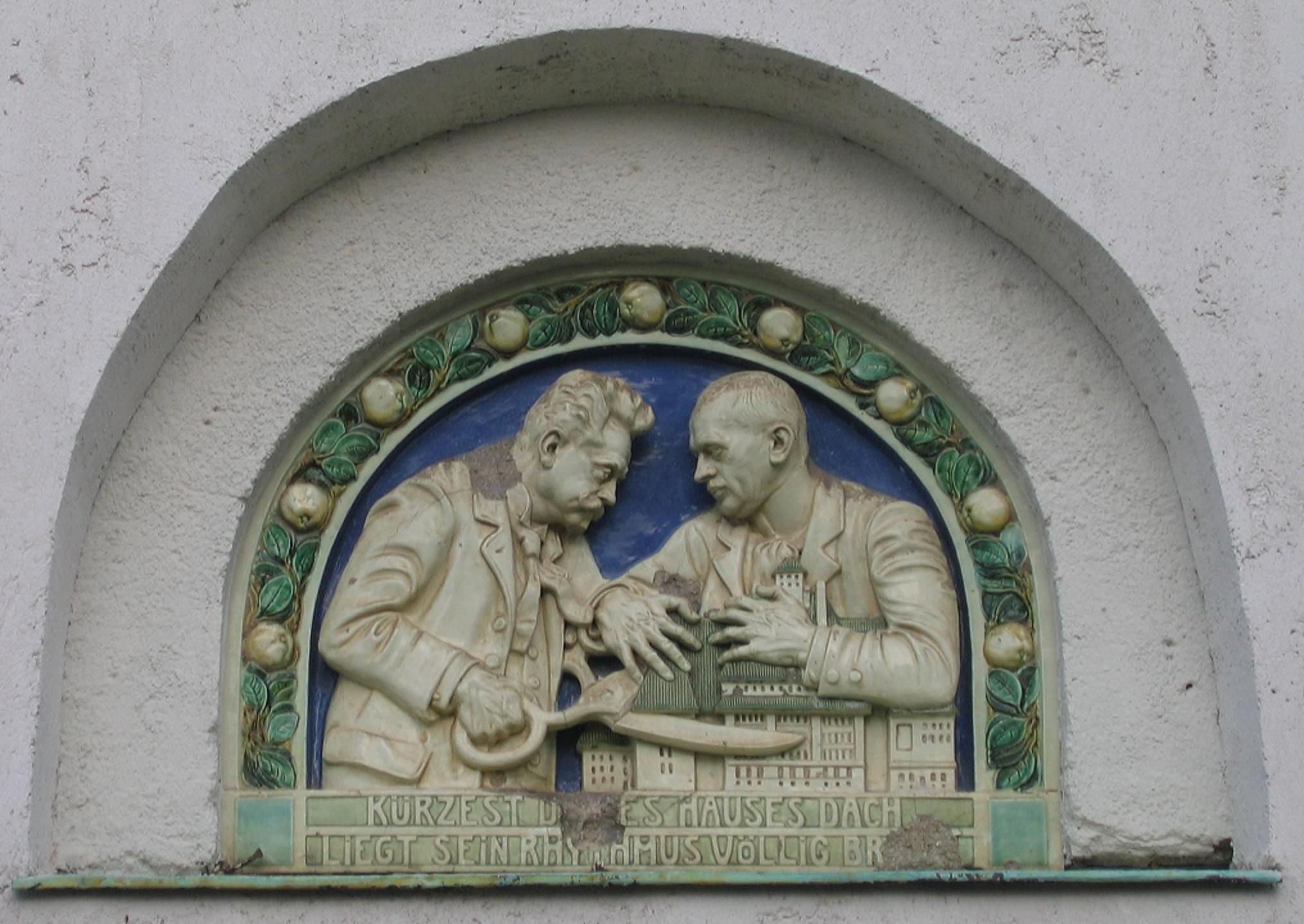
Erlwein setzt sich gegen Förster durch: „Kürzest du des Hauses Dach, liegt sein Rhythmus völlig brach.“

Nachdem Cotta zum 1. Januar 1903 nach Dresden eingemeindet wurde, zwangen steigende Einwohnerzahlen den Rat der Stadt zum Bau einer neuen Schule. Der Bau begann noch im selben Jahr, leitender Architekt war Hans Erlwein. Im letzten Baujahr kam es zu einem Streit zwischen Erlwein und dem Stadtrat Förster, ob das zu errichtende Dach hoch oder flach gebaut werden sollte. Dieser Streit ist in einem Relief am Südflügel festgehalten: „Kürzest du des Hauses Dach, liegt sein Rhythmus völlig brach.“. Erlwein setzte sich durch, die Schule erhielt einen hochgebauten Mittelteil.
Im Oktober 1911 wurde die 34. Bezirksschule mit einer Einweihungsfeier übergeben und war zu dieser Zeit die größte und modernste Volksschule Sachsens mit 64 Klassenzimmern, ausgelegt für 3000 Schüler. Auch die strikte Geschlechtertrennung war ein Merkmal dieser Schule: Mädchen und Jungen hatten getrennte Eingänge, Klassenzimmer und Pausenhöfe. Die Schule verfügte unter anderem über ein Brausebad, eine Waschküche, eine Bücherei und eine Lehrküche.
Im Ersten Weltkrieg wurden 65 % der Lehrer eingezogen, von denen fünf im Gefecht fielen. Außerdem wurde 1918 alles was aus Kupfer bestand, unter anderem Kupferdachrinnen oder Fensterschutzbleche, demontiert und für die Aufrüstung der Kriegsmaschinerie verwendet. Im Kohlrübenwinter 1916/17 verhungerten zudem viele der Kinder. 1926 unterrichteten 40 Lehrer nur noch 2190 Schüler.
In den Jahren 1933 bis 1945 wurde auch diese Schule in den Dienst des Nationalsozialismus gestellt. Es fanden Propagandaveranstaltungen statt, wie z. B. der Radio-Gemeinschaftsempfang aller Schüler in der Turnhalle am Tag von Potsdam oder die Pflanzung einer Eiche auf dem Schulhof. Außerdem wurden Lehrer, die zu fortschrittlich unterrichteten oder eine dem Nationalsozialismus gegenüber kritische Haltung einnahmen, gemaßregelt oder entlassen.
Zwei Mal wurde die Schule im Zweiten Weltkrieg bei Bombenangriffen auf Dresden getroffen. Der Angriff am 16. Januar 1945 hatte zur Folge, dass der Unterricht eingestellt werden musste. Während des letzten Angriffs auf Dresden am 17. April 1945 zerstörte eine schwere Bombe den Nordflügel und das Mittelschiff des Gebäudes und vernichtete zudem die Schulchronik. Einschusslöcher aus dem Zweiten Weltkrieg waren an der Außenmauer des Südflügels noch bis zu seiner Sanierung im Jahre 2005 zu sehen.
Nach der Instandsetzung des Südflügels wurde der Schulbetrieb (34. Grundschule) im Oktober 1949 wiederaufgenommen. Der Wiederaufbau des Mittelteils, des Nordflügels und der Turnhallen folgte bis 1953. Dabei wurde der Mittelflügel aufgestockt, die Dachgliederung aber verändert. So fielen sowohl die Gauben als auch die Dachausbauten und die großen Schornsteine weg. Auch die Torhäuschen wurden nicht wieder aufgebaut. Von 1953 bis 1956 befanden sich im Schulgebäude, neben der 34. Grundschule, die Oberschule West und ab 1956 die Kinder- und Jugendsportschule (KJS). Im später wiederaufgebauten Nordflügel wurde eine Hilfsschule eingerichtet. 1959 wurde die Schule in 34. Allgemeinbildende Polytechnische Oberschule umbenannt. Hier wurden Schüler von der 1. bis zur 10. Klasse unterrichtet. 25 Jahre später erhielt sie den Namen „Ernst Moritz Arndt“.
1992 wurde im Gebäude das Gymnasium Dresden-Cotta eingerichtet. 2005 bis 2007 erfolgte die Sanierung des Südflügels. Im Oktober 2014 wurde eine neue Vierfelder-Halle für die Schule eingeweiht. Im Januar 2020 wurde die neue Mensa und Aula in der ehemaligen Zwei-Feld-Turnhalle eingeweiht.

## Lage und Sanierung
Die Schule befindet sich im Westen Dresdens im Stadtteil Cotta. Seit 2021 wurde das unter Denkmalschutz stehende Stammhaus saniert. Die Sanierung des Schulgebäudes inklusive der Außenanlagen für eine sechszügige Nutzung mit neuem Hauptzugang begann im März  2021 und dauerte bis Oktober 2024. Die Baukosten betrugen 29,6 Millionen Euro. Zukünftig können 1.200 Schüler unterrichtet werden. Eine moderne Schulbibliothek befindet sich im Südflügel. In der Bauzeit war der Schulbetrieb in das Schulauslagerungsgebäude Terrassenufer ausgelagert.

## Architektur
Der Architekt des aktuellen Schulgebäudes war Hans Erlwein. Das Schulgebäude zeichnet sich durch „Zweckmäßigkeit, Klarheit, Schlichtheit, Gliederung des Aufbaus und der Einordnung in die Umgebung“ aus.

## Bezeichnung Rübezahlschule

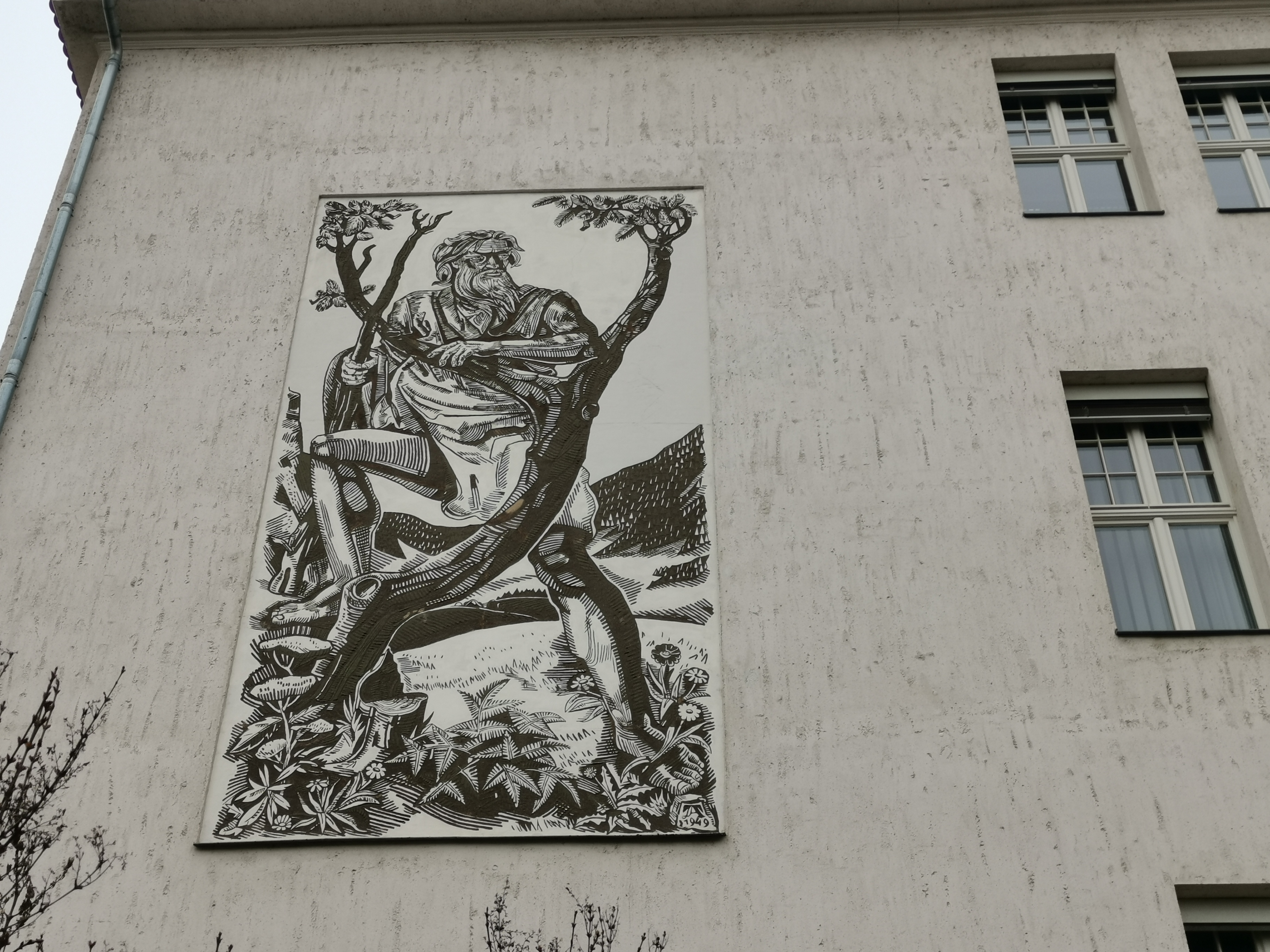
Rübezahl-Fresko

Die Ostseite des Schulgebäudes zierte ursprünglich ein Fresko des Rübezahl vom Dresdner Künstler Georg Lührig. So bekam die Schule ihren Spitznamen im Volksmund: Rübezahlschule. Die Verbindung der Schule zu Rübezahl wird auch in einem Relief, das die Sage von Rübezahl in Bildern darstellt und im Inneren der Schule angebracht ist, wieder aufgegriffen. Nachdem das ursprüngliche Fresko im Krieg zerstört worden war, wurde es 1949 beim Wiederaufbau der Schule von Alfred Teichmann in Sgraffito-Technik neu gestaltet.

## Schulprofil
Schwerpunkte bilden die musischen sowie die MINT-Fächer.
Die Schüler können ab der achten Klasse zwischen einem künstlerischen, naturwissenschaftlichen und gesellschaftlichen Profil wählen.
Seit 2007 besteht eine Zusammenarbeit mit dem Heinrich-Schütz-Konservatorium. In Bläserklassen erlernen die Schülerinnen und Schüler der 5. und 6. Klasse ein Blasinstrument. Ab Klassenstufe 7 können die jungen Musiker in den Schulorchestern musizieren. Die beiden Orchester, geleitet von Thomas Köckritz, umrahmen gemeinsam mit den Bläserklassen und den Chören die Jahreshöhepunkte der Schulgemeinschaft.
In der Sekundarstufe II wird neben Leistungskursen in allen Naturwissenschaften auch der Leistungskurs Kunst regelmäßig angeboten.
Die Schule ist im Netzwerk Schule ohne Rassismus – Schule mit Courage aktiv.

### Sprachen
Als erste Fremdsprache wird Englisch unterrichtet. Für die zweite Fremdsprache ab der sechsten Klasse stehen Französisch, Latein oder Italienisch zur Auswahl.

## Förderverein
Das Gymnasium wird durch einen Förderverein unterstützt. Dieser sichert finanziell verschiedene Projekte und Veranstaltungen, die sonst nicht möglich wären. Mitglieder des Fördervereins sind vor allem ehemalige Schüler, Eltern und Lehrer.

## Partnerschulen
- seit 1992: St. Michael-Gymnasium in Bad Münstereifel
- seit 1996: Lyceé Jean Moulin in Forbach (Frankreich)
- seit 1997: Liceo Linguistico Firenze in Italien
- seit 1999: Humanistisches Gymnasium 1504 in Moskau (Russland)